# برايان تيسون
برايان تيسون (بالإنجليزية: Brian Tyson)‏ هو لاعب دوري الرغبي بريطاني، ولد في 1930.